# Miyagi (prefectuur)

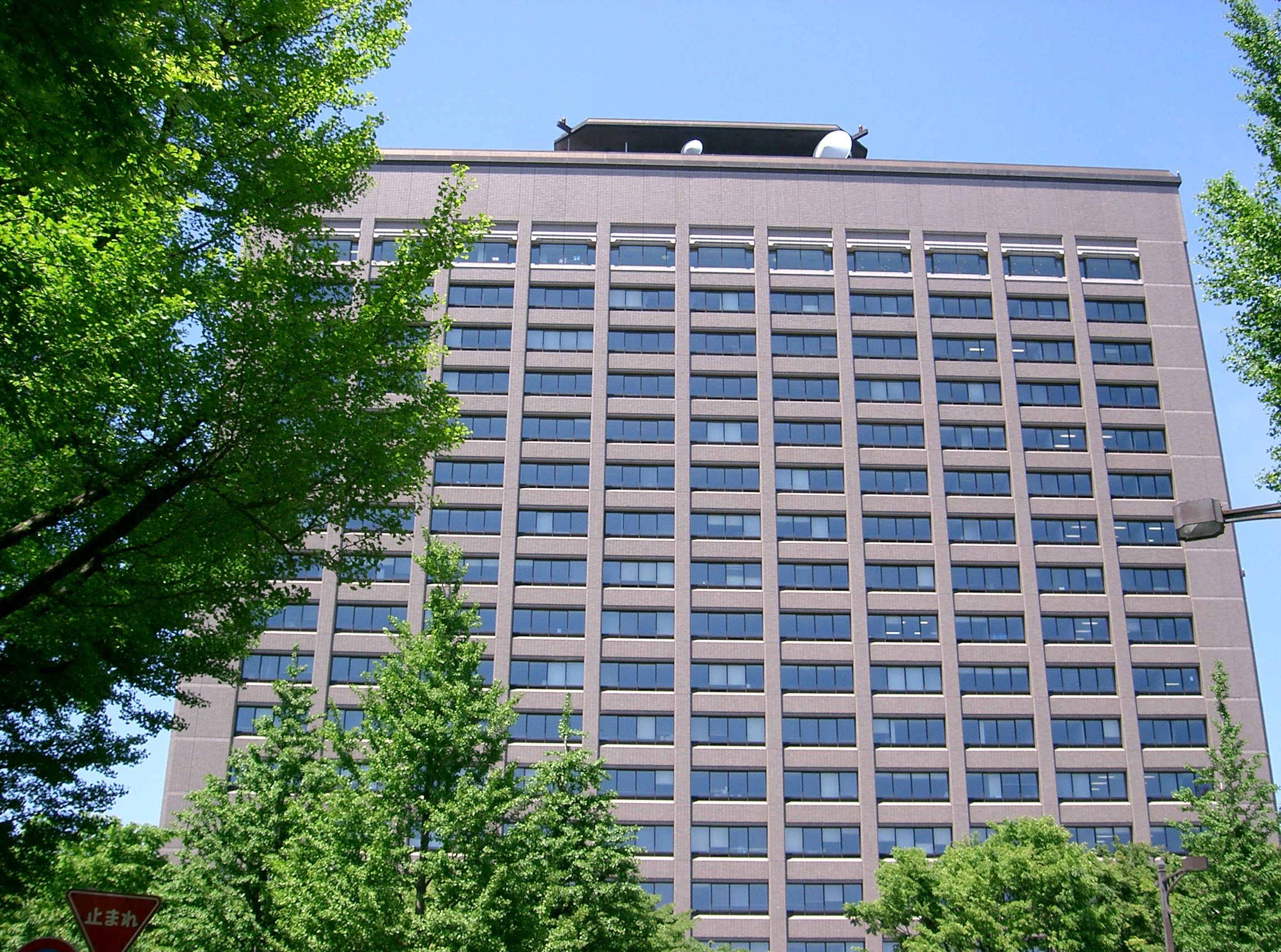
De zetel van de prefectuur Miyagi

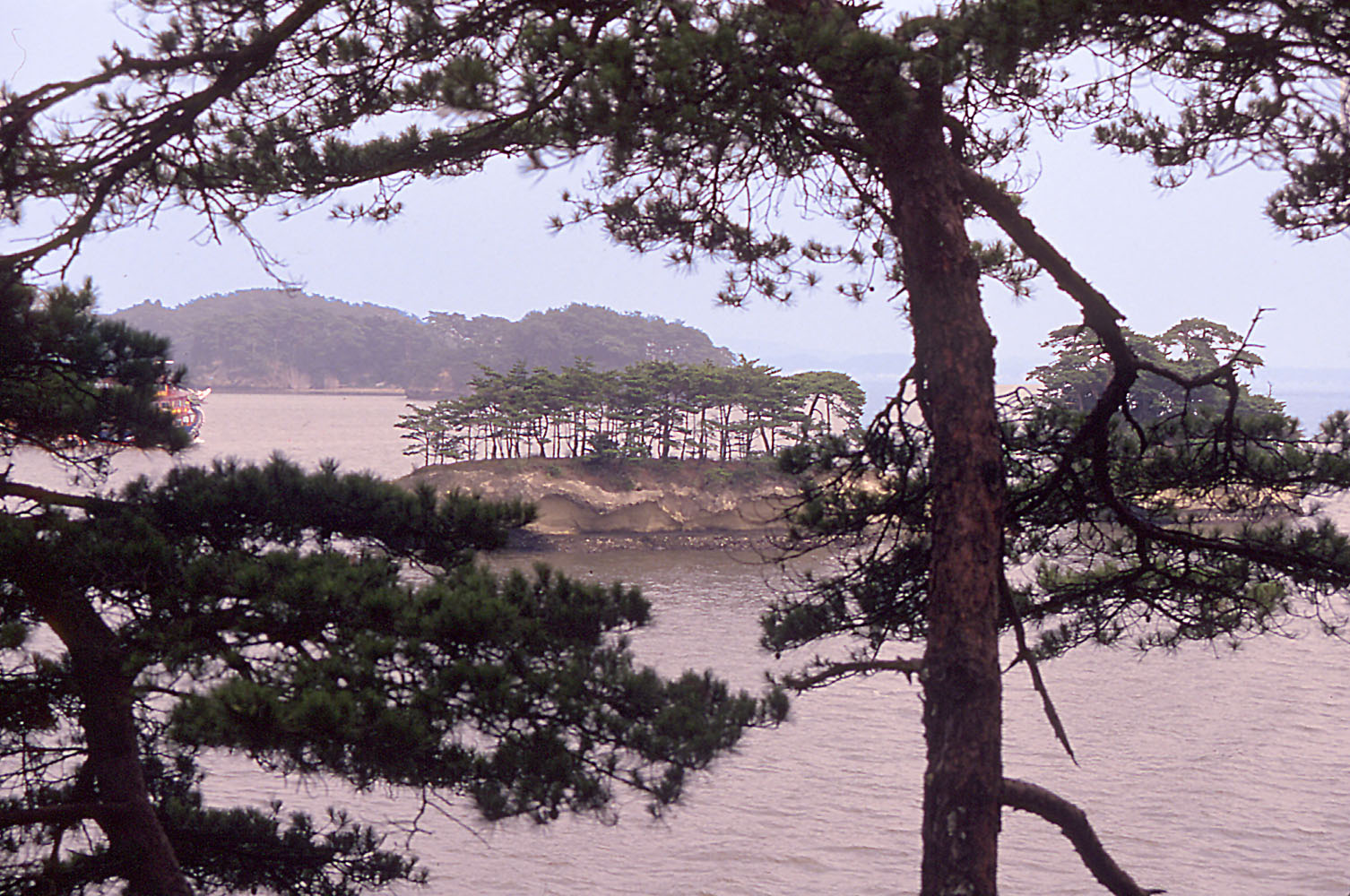
Baai van Matsushima

Het schrijn van Koganeyama op het eiland Kinkasan.

De prefectuur Miyagi (Japans: 宮城県,  Miyagi-ken) is een Japanse prefectuur in de regio Tohoku op het eiland Honshu. Miyagi heeft een oppervlakte van 7285,74 km² en had op 1 maart 2008 een bevolking van ongeveer 2.347.600 inwoners. De hoofdstad is Sendai.

## Geschiedenis
De prefectuur Miyagi vormde tot aan de Meiji-restauratie een deel van de provincie Mutsu. Daimyo Date Masamune (1567-1636) bouwde een kasteel te Sendai vanwaaruit hij Mutsu bestuurde. In 1871 werd de prefectuur Sendai opgericht, die het volgende jaar hernoemd werd naar de prefectuur Miyagi.

## Aardbeving en Tsunami 2011
Een aardbeving en de tsunami in Japan op 11 maart 2011 hebben aan zeker 10.000 mensen het leven gekost. Het cijfer is bekendgemaakt door de politie van het zwaar getroffen district Miyagi.
In het gebied is een kleine stad van de aardbodem weggevaagd. Alleen al in die plaats zijn waarschijnlijk duizenden mensen omgekomen, zegt de lokale politiechef.
Het officiële dodencijfer staat nog op ongeveer 900, maar op die lijst staan alleen de namen van geborgen of geïdentificeerde doden. Vermoed wordt dat er nog steeds veel slachtoffers onder het puin en onder de modder liggen.
Van de inwoners van sommige weggevaagde dorpen is niets meer vernomen en het dodencijfer in de zwaar getroffen stad Sendai is ook nog altijd niet bekend. Reddingswerkers hebben daar honderden lijken voor de kust zien drijven.

## Geografie
De prefectuur Miyagi bevindt zich in het centrum van de regio Tohoku en is gelegen aan de Stille Oceaan. De grootste stad van Tohoku, Sendai, is de hoofdstad van de prefectuur.
De administratieve onderverdeling is als volgt :

### Zelfstandige steden (市) shi
Er zijn 14 steden in de prefectuur Miyagi.
- Higashimatsushima
- Ishinomaki
- Iwanuma
- Kakuda
- Kesennuma
- Kurihara
- Natori
- Ōsaki
- Sendai (hoofdstad)
- Shiogama
- Shiroishi
- Tagajō
- Tome
- Tomiya

### Gemeenten (郡 gun)
De gemeenten van Miyagi, ingedeeld naar district:
| District  | Gemeenten                             |
| --------- | ------------------------------------- |
| Igu       | Marumori                              |
| Kami      | Kami - Shikama                        |
| Katta     | Shichikashuku - Zaō                   |
| Kurokawa  | Ōhira - Ōsato - Taiwa - Tomiya        |
| Miyagi    | Matsushima - Rifu - Shichigahama      |
| Motoyoshi | Minamisanriku                         |
| Oshika    | Onagawa                               |
| Shibata   | Kawasaki - Murata - Ōgawara - Shibata |
| Toda      | Misato - Wakuya                       |
| Watari    | Watari - Yamamoto                     |

### Fusies
(Situatie op 1 januari 2019) 
Zie ook: Gemeentelijke herindeling in Japan
Na tien verschillende fusies is het aantal gemeenten teruggebracht van 71 (voor 2003) tot 35 (200).
- Op 1 april 2003 ontstond de gemeente Kami uit de fusie van Miyazaki, Nakaniida en Onoda (allen van het District Kami) .
- Op 1 april 2005 fuseerden de gemeenten Naruse en Yamoto (van het District Monou) tot de nieuwe stad Higashimatsushima.
- Op 1 april 2005 fuseerden alle gemeenten van het District Kurihara (Ichihasama, Kannari, Kurikoma, Semine, Shiwahime, Takashimizu, Tsukidate, Wakayanagi Hanayama) tot de nieuwe stad Kurihara.
- Op 1 april 2005 fuseerden alle gemeenten van het District Tome (Hasama, Ishikoshi, Minamikata, Nakada, Tome, Towa, Toyosato en Yoneyama) met de gemeente Tsuyama town van het District Motoyoshi tot de nieuwe stad Tome.
- Op 1 april 2005 werden vijf gemeenten van het District Monou ( Kahoku, Kanan, Kitakami, Monou en Ogatsu) en de gemeente Oshika van het District Oshika aangehecht bij de stad Ishinomaki.
- Op 1 oktober 2005 smolten de gemeenten Shizugawa en Utatsu van het District Motoyoshi samen tot de nieuwe gemeente Minamisanriku.
- Op 1 januari 2006 werden de gemeenten Kogota en Nangou van het District Toda samengevoegd tot de nieuwe gemeente Misato.
- Op 31 maart 2006 werd de gemeente Karakuwa van het District Motoyoshi aangehecht bij de stad Kesennuma.
- Op 31 maart 2006 fuseerde de stad Furukawa met de gemeenten Iwadeyama en Naruko van het District Tamatsukuri en met de gemeenten Kashimadai, Matsuyama en Sanbongi van het District Shida en de gemeente Tajiri van het District Toda tot de nieuwe stad Ōsaki. De districten Tamatsukuri en Shida verdwenen door deze fusie.
- Op 1 september 2009 werd de gemeente Motoyoshi aangehecht bij de stad Kesennuma.[1]
- De twee gemeenten van het district Watari plannen om te fuseren tot de nieuwe stad Watari. Het district Watari zal verdwijnen wanneer deze fusie een feit is.
- Op 10 oktober 2016 ontving Tomiya de status van stad.

## Bezienswaardigheden
- Baai van Matsushima, een van de drie mooiste landschappen van Japan
- Het heilige eiland Kinkasan